# Emil Otto (Politiker)
Emil Otto (* 24. November 1903 in Kolberg; † 1. September 1974 in Berlin) war ein deutscher Politiker (KPD/SED) und Gewerkschafter. Er war Vorsitzender des Zentralvorstandes der Industriegewerkschaft Metall im Freien Deutschen Gewerkschaftsbund (FDGB).

## Leben
Otto stammte aus einer Arbeiterfamilie. Nach dem Besuch der Volksschule war er als Land- und Bauarbeiter tätig. 1923 schloss er sich dem Kommunistischen Jugendverband Deutschlands und der Kommunistischen Partei Deutschlands (KPD) an. Ab 1929 war er Mitarbeiter der KPD-Bezirksleitung Pommern. 1929 besuchte er die Reichsparteischule der KPD in Fichtenau, 1931/32 war er Kursant an der Internationalen Lenin-Schule in Moskau. Ab 1932 war er Leiter des KPD-Unterbezirks Stettin und Mitglied des Sekretariats der Bezirksleitung Pommern.
Nach 1933 war Otto Leiter des illegalen KPD-Bezirkssekretariats Mecklenburg. Noch im selben Jahr verhaftet und zu drei Jahren Zuchthaus verurteilt, die er 1934 bis 1936 im Zuchthaus Bützow-Dreibergen verbrachte. Anschließend wurde er ins KZ Sachsenhausen überführt. 1941 wurde er entlassen und unter Polizeiaufsicht gestellt. 1943 wurde er zur Wehrmacht eingezogen. An der Ostfront trat Otto zur Roten Armee über und bekannte sich zu den Zielen des Nationalkomitees „Freies Deutschland“. Von 1944 bis 1946 war er Lehrer an der Antifa-Schule für deutsche Kriegsgefangene im Dorf Talizy.

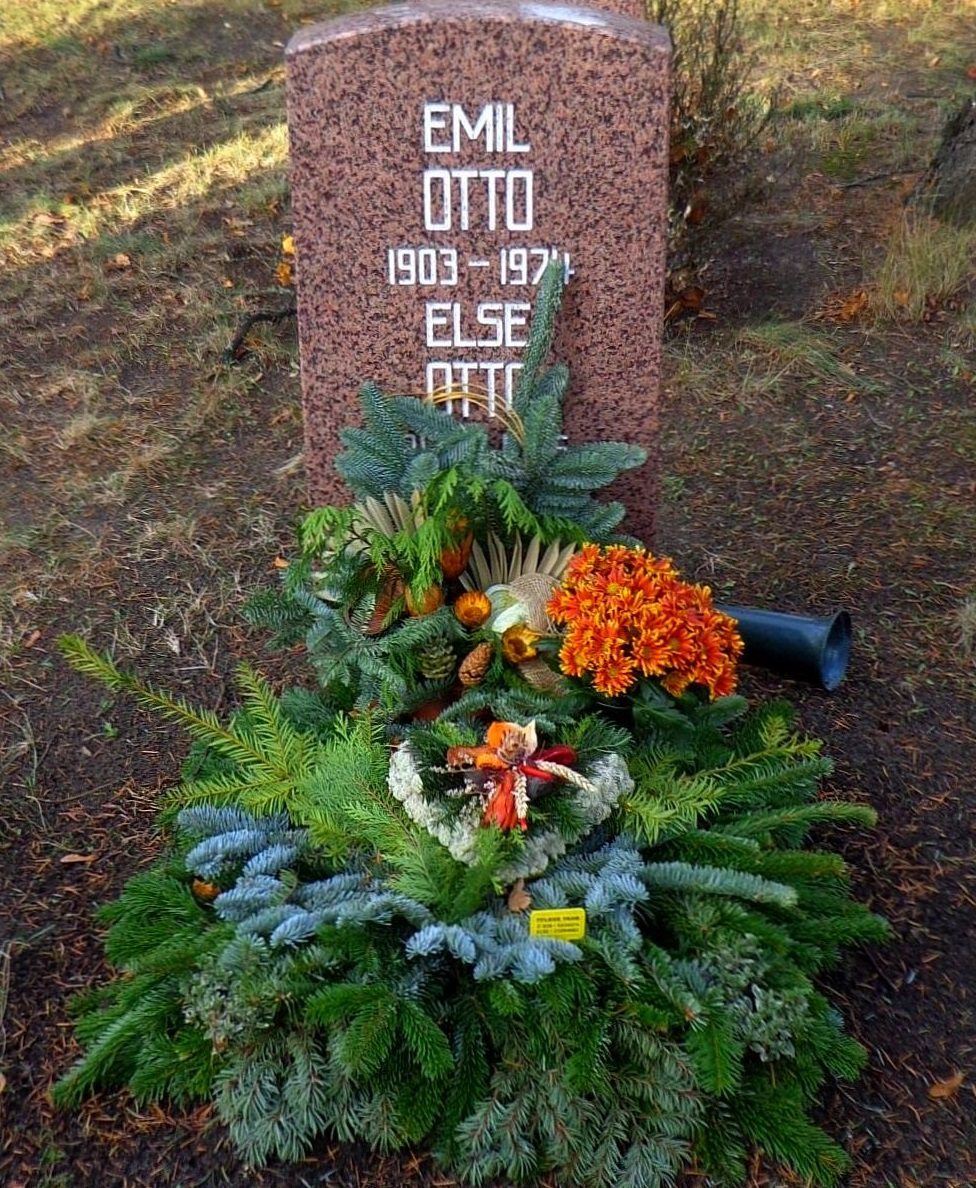
Grabstätte

1946 kehrte er nach Deutschland zurück und wurde Mitglied des FDGB und der Sozialistischen Einheitspartei Deutschlands (SED). Von 1946 bis 1949 war er Mitglied des SED-Landesvorstandes Mecklenburg sowie von April 1947 bis Juli 1950 Vorsitzender des FDGB-Landesvorstandes Mecklenburg. Von 1948 bis 1950 war er Mitglied des Volksrats beziehungsweise der Volkskammer. Von 1950 bis 1952 war er Vorsitzender des Zentralvorstandes der IG Metall, von 1952 bis 1953 vertrat er den FDGB beim Weltgewerkschaftsbund in Wien. Von 1955 bis 1961 war er Vorsitzender des FDGB-Bezirksvorstandes Gera und dort außerdem Mitglied der SED-Bezirksleitung.
Emil Otto erhielt verschiedene staatliche Auszeichnungen, darunter den Orden Banner der Arbeit sowie den Vaterländischen Verdienstorden in Silber.
Seine Urne wurde in der Grabanlage Pergolenweg des Berliner Zentralfriedhofs Friedrichsfelde beigesetzt.